# Головна нафтаперекачувальна станція
Головна нафтаперекачувальна станція (головний термінал) (рос. головная нефтеперекачивающая станция; англ. main (base) oil transfer pumping station; нім. zentrale Erdölumpumpenstation f) — комплекс устаткування, розташований на початку магістрального нафтопроводу чи його окремої експлуатаційної ділянки і призначений для накопичення і перекачування по трубопроводу нафти і нафтопродуктів.